# 阿维亚
阿维亚，是西班牙加泰罗尼亚巴塞罗那省的一个市镇。总面积27平方公里，总人口1893人（2001年），人口密度70人/平方公里。